# Costantino Boffa
Costantino Boffa (Pesco Sannita, 20 marzo 1957) è un politico italiano.

## Biografia
Diplomato al liceo scientifico, nel 1980 viene eletto consigliere comunale a Benevento. Nel 1985 diventa consigliere regionale della Campania per il Partito Comunista Italiano, restando in carica fino al 1990. Negli anni seguenti è consigliere comunale a Pesco Sannita e poi consigliere d'amministrazione della Fondazione Idis-Città della Scienza di Napoli, con il compito di responsabile delle relazioni istituzionali.
Dal 2000 è responsabile della segreteria politica del presidente della Regione Campania Antonio Bassolino e dal 2005 al 2006 capo di gabinetto della presidenza della Regione.
Come esponente dei Democratici di Sinistra, nel 2006 viene eletto alla Camera dei deputati per la prima volta, in occasione della XV legislatura con la lista de L'Ulivo. Viene confermato a Montecitorio anche nella XVI legislatura, nella circoscrizione Campania 2 per il Partito Democratico. Conclude il proprio mandato parlamentare nel 2013.